# Concerto Grosso Op.6 N.10
O Concerto Grosso Op.6 N.10 é uma peça orquestral do compositor Arcangelo Corelli. As quatro peças restantes do Op.6 são escritas como "sonatas da camera". Ao contrário das obras sacras mais sérias, as sonatas de câmara baseiam-se em danças no caso, Allemande, Corrente e minueto -, sendo precedidas por um imponente movimento de Preludio. Corelli dedicou grande parte de sua vida a essa sofisticada série, e tanto Johann Sebastian Bach como Georg Friedrich Haendel elaboraram seu estilo popular.